# Castino
Castino é uma comuna italiana da região do Piemonte, província de Cuneo, com cerca de 525 habitantes. Estende-se por uma área de 15 km², tendo uma densidade populacional de 35 hab/km². Faz fronteira com Borgomale, Bosia, Cortemilia, Mango, Perletto, Rocchetta Belbo, Trezzo Tinella, Vesime (AT).

## Demografia
| Variação demográfica do município entre 1861 e 2011                               |
|                                                                                   |
| Fonte: Istituto Nazionale di Statistica (ISTAT) - Elaboração gráfica da Wikipedia |